# Hlava státu

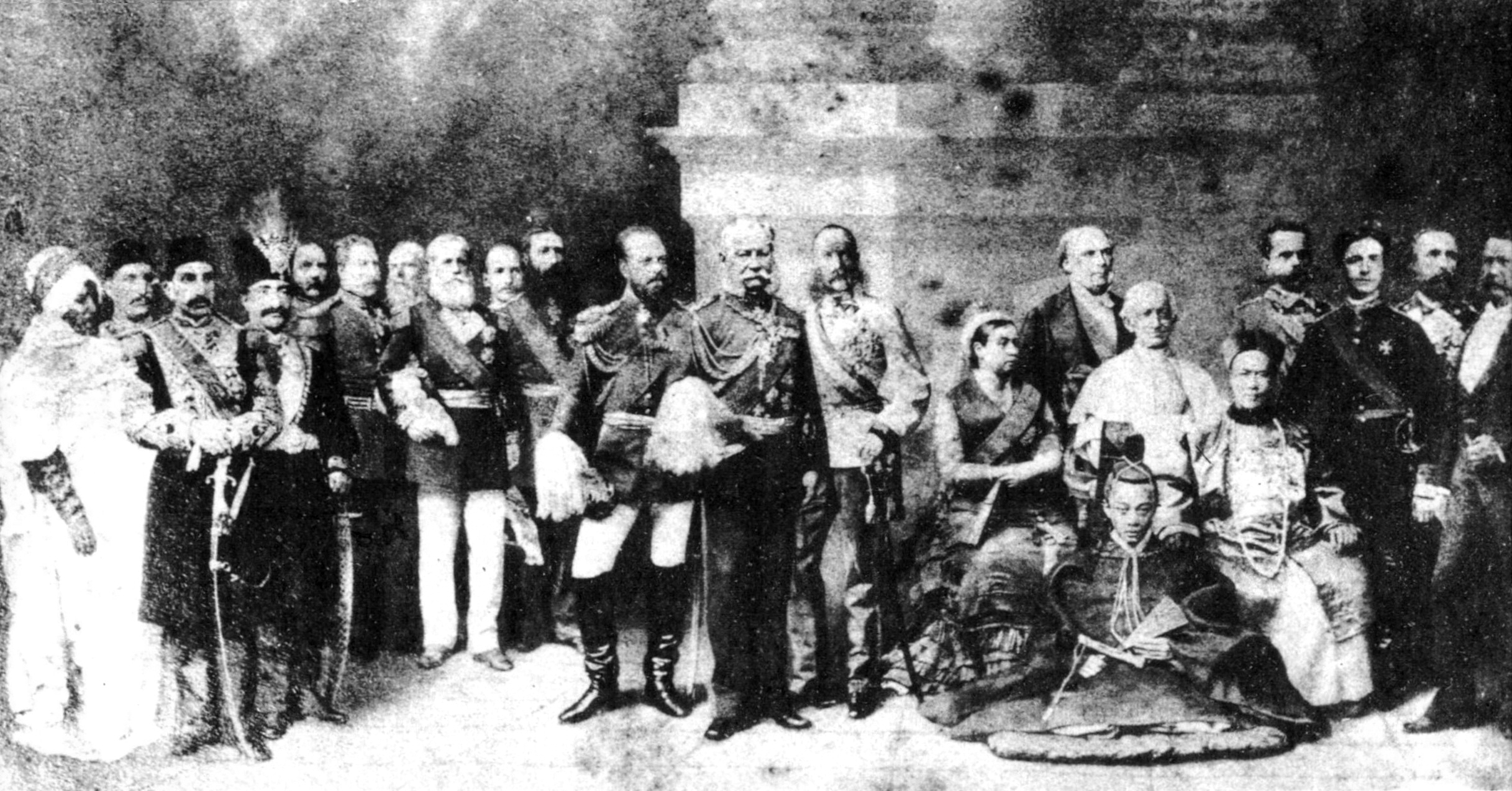
Hlavy států v roce 1889

Hlava státu je obecné neoficiální označení osoby, případně orgánu, stojící na vrcholu státní hierarchie. Její úlohou je reprezentování státní moci uvnitř i navenek. Uvnitř státu zpravidla formálně potvrzuje jmenování do státních úřadů a tvorbu zákonů, v oblasti mezinárodního práva je pak obvykle plnomocným zástupcem a reprezentantem své země.
V republikách bývá hlavou státu nejčastěji prezident, volený parlamentem či přímou volbou obyvatelstvem státu. V monarchii vykonává úlohu hlavy státu panovník-monarcha, který se vlády ujímá nejčastěji podle pořadí následnictví.
Funkce, práva a povinnosti hlavy státu jsou obvykle definovány v ústavě. V zemích, kde má hlava státu především reprezentativní úlohu, existuje také hlava vlády, která vykonává skutečnou politickou moc. V některých státech je funkce hlavy státu svěřena nikoliv jedné osobě ale kolektivnímu orgánu, tzv. kolektivní hlavě státu (například ve Švýcarsku funkci hlavy státu zastává Federální rada). 

## Hlava státu v republice
V republice vykonává úlohu hlavy státu obvykle prezident, který je pouze zástupcem suverénního lidu. Příkladem může být prezident Spojených států amerických, spolkový prezident Německa nebo Rakouska a prezident Francie. Historicky se jejich role utvářely podle vzoru panovníků, kteří vládli před nimi, což částečně vysvětluje jejich současné ústavní postavení, například ve vztahu k hlavě vlády. Pro německého říšského prezidenta dokonce existovalo lidové označení „Ersatzkaiser“ (náhradní císař).
Hlavy států mouhou mít také alternativní titul, např. generální kapitán (San Marino); v několika málo zemích prezidenta nemají. Prezident je v současnosti nejrozšířenějším titulem hlav států.

### Hlava státu v parlamentní republice
V parlamentní republice je prezident reprezentantem a symbolem státu navenek. Jeho vnitrostátní pravomoci jsou omezené a často jen formální. Zdaleka nejdůležitější je pravomoc rozpustit parlament (většinou jen v ústavně stanovených případech) a vyhlásit nové parlamentní volby. Obvykle je volen parlamentem, pouze výjimečně (mj. v Česku) přímo občany.
V některých parlamentních republikách i monarchiích – včetně diktatur, není-li jí diktátor sám – má hlava státu jen čistě symbolické postavení a nevykonává žádné výkonné funkce, například Írán, Japonsko, Švédsko.

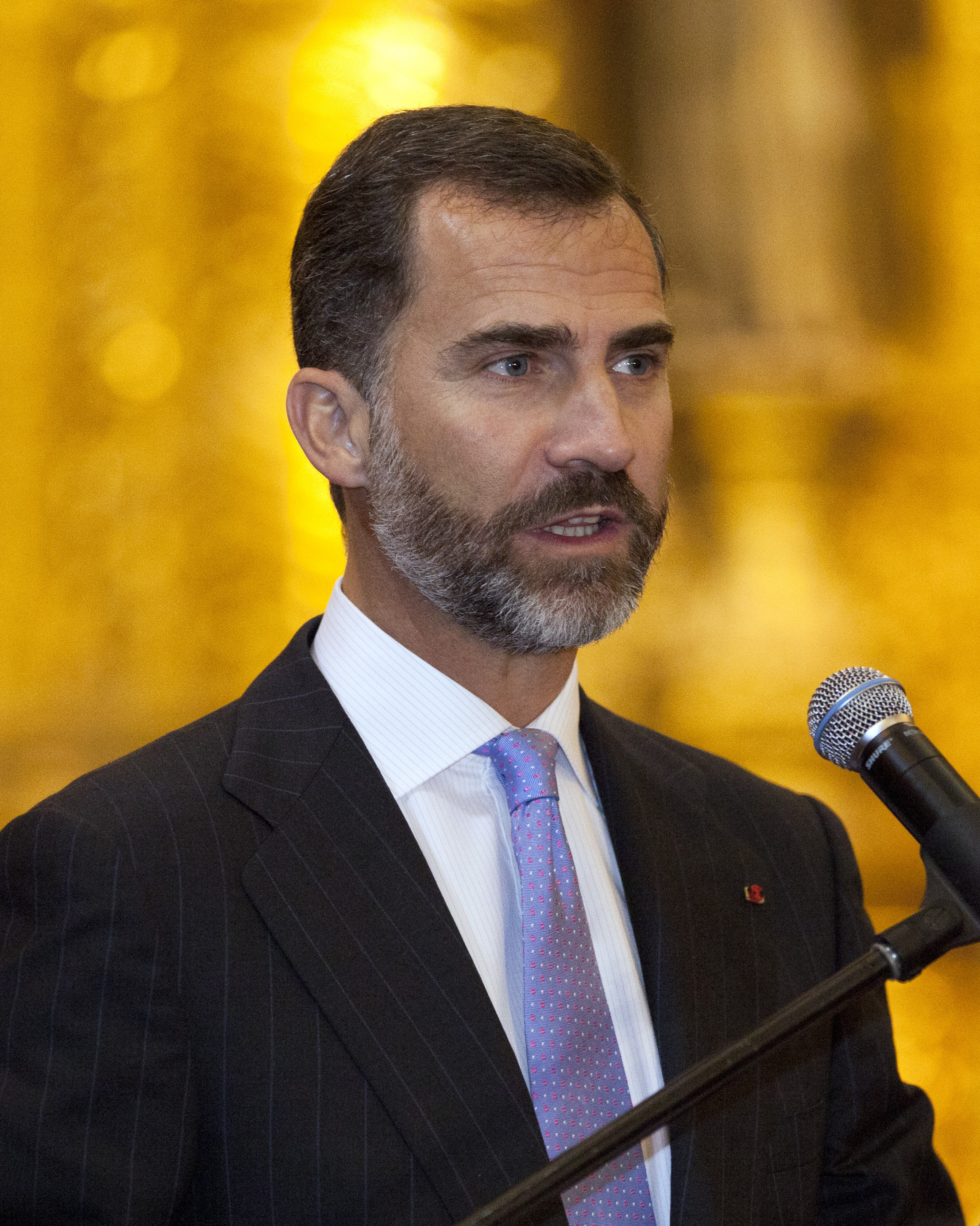
Španělský král Filip VI. je hlavou Španělského království a současně vrchním velitelem armády

Parlamentní republiky jsou rozšířeny nejvíce v Evropě a částečně v Asii.

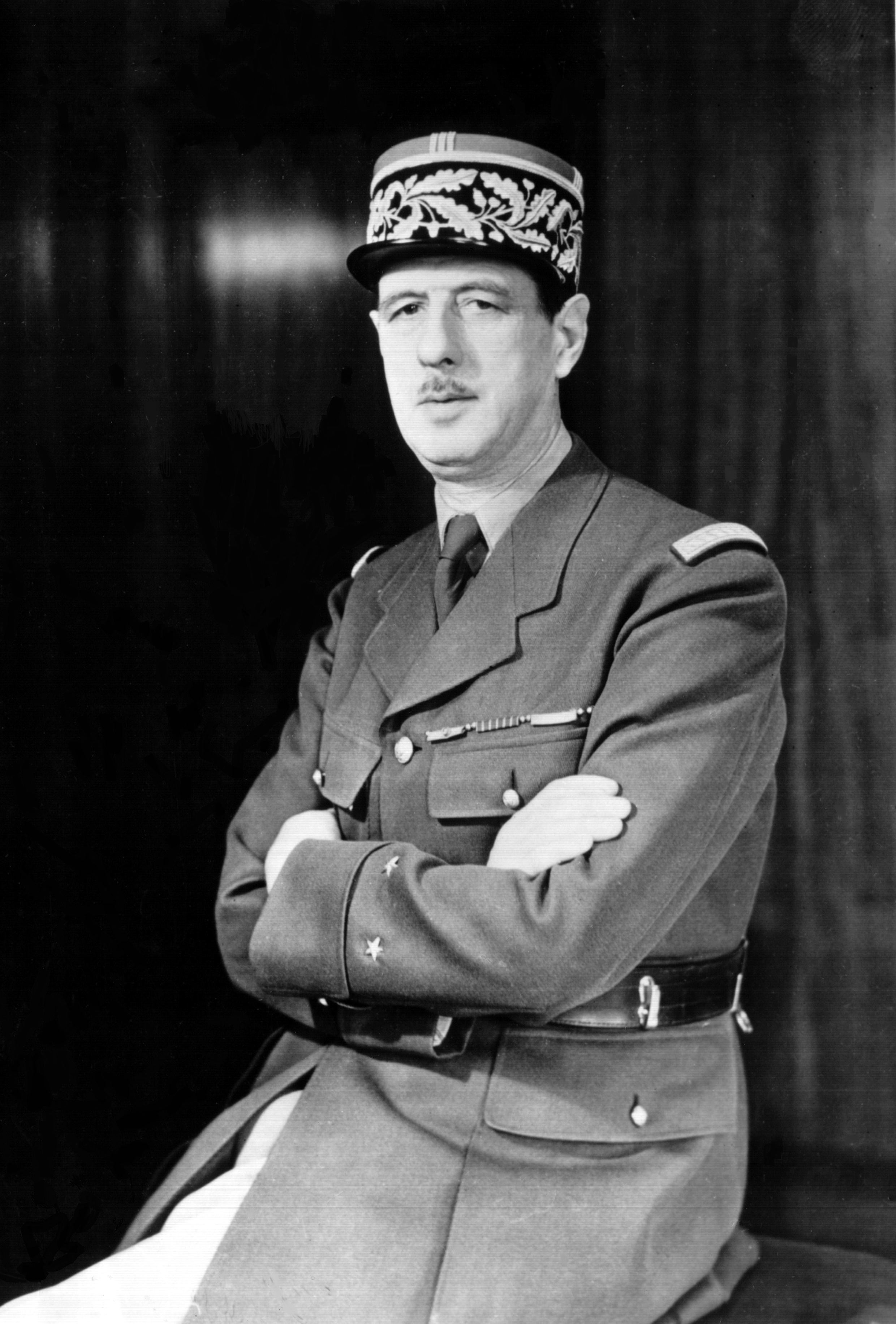
Bývalý francouzský prezident Charles de Gaulle

### Hlava státu v poloprezidentské republice
Poloprezidentská republika má prvky jak systému parlamentního, tak prezidentského. Prezident je volen přímo a má i pravomoci ve vztahu k zákonodárné moci. Má právo veta k zákonům, může předkládat zákony parlamentu nebo přímo občanům formou referenda. Vzorem pro poloprezidentské republiky je ústavní systém Francie, převážně poloprezidentské je i Rusko.

### Hlava státu v prezidentské republice
Prezidentská republika je založena na oddělení státních mocí – soudní, výkonné i zákonodárné. Prezident je hlavou moci výkonné, ve většině případů zároveň předsedou vlády. Je nezávislý na parlamentu, současně však nemá žádné pravomoci ve vztahu k parlamentu. Je volen přímo či nepřímo občany státu. 
Příkladem takového zřízení může být prezident Spojených států amerických, ale také ruský prezident. Soustředění množství moci do jedněch rukou zvyšuje nebezpečí vzniku autoritativního státu, resp. diktatury. Prezidentská republika nebývá dlouhodobě stabilní a demokratická. Výjimkou v tomto směru jsou Spojené státy americké, kde kromě národního prezidenta jsou také guvernéři považováni za hlavu jednotlivých států USA. 
Prezidentské republiky se sklony k vojenské diktatuře je nejrozšířenější formou vlády v Latinské Americe.

## Hlava státu v monarchii
V monarchii vykonává úlohu hlavy státu monarcha. U většiny monarchií se dědí titul (císař, král, vévoda, kníže aj.) a s ním spojená funkce hlavy státu – tyto monarchie se pak nazývají dědičné. Zvláštním případem dědičné monarchie je Kuvajt, kde musí úřadujícího (dědičného) emíra potvrdit parlament.
Není-li funkce hlavy státu dědičná, jedná se o volenou monarchii – v současnosti např. Vatikán, Malajsie, Kambodža nebo Spojené arabské emiráty. Volené monarchie jsou de facto doživotní republiky s císařským nebo královským titulem. Výjimku představuje Malajsie, kde je titul hlavy státu (krále) omezen na 4 roky – oficiálně se jedná o volenou monarchii, de facto však o republiku. Naproti tomu Spojené arabské emiráty jsou oficiálně federativní republikou, ale de facto volenou monarchií. Rozsah pravomocí vládce kolísá od téměř žádných pravomocí (parlamentní monarchie), přes moc panovníka omezenou ústavou (konstituční monarchie) až po neomezenou politickou moc (absolutní monarchie).
Monarcha, resp. panovník může mít různé (hodnostní) tituly:
- císařské hodnostní tituly
  - císař, car, sultán, šáhanšáh (král králů)
- královské hodnostní tituly
  - král, car (v Bulharsku), malik (arabsky král), šáh
- arcivévoda
- velkovévoda, ve slovanských jazycích nazývaný též velkokníže
- vévoda
- knížecí hodnostní tituly
  - kníže, emír, šejk

### Hlava státu v parlamentní monarchii
Moc panovníka jako hlavy státu v parlamentní monarchii je omezena parlamentem, panovník nesestavuje vládu a zpravidla nemá ani velký vliv na státní záležitosti, které jsou obstarávány parlamentem a vládou (viz parlamentarismus). Monarchovi v tomto zřízení připadá především úloha reprezentativní. V Evropě je tato forma vlády uplatněna v Belgii, Dánsku, Norsku, Nizozemí, Švédsku a Španělsku, a mimo Evropu např. v Japonsku. Zejména v Japonsku a Švédsku má panovník jen čistě reprezentativní postavení.

### Hlava státu v konstituční monarchii
V konstituční monarchii je moc panovníka stanovená a omezená ústavou (z lat. constitutio - ustanovení, ústava). Respektuje zvoleného nebo dědičného monarchu jako hlavu státu. Moderní konstituční monarchie většinou uznávají systém „trias politica“ neboli rozdělení moci, kde je monarcha buď hlavou moci výkonné nebo má pouze roli představitele. Například v Bhútánu se monarcha sám rozhodl omezit svou absolutní moc a ustanovil konstituční monarchii.
Ve světě se tato forma vlády uplatňuje v Bahrajnu, Bhútánu, Jordánsku, Kuvajtu, Lichtenštejnsku, Maroku, Monaku, Spojených arabských emirátech a Tonze.

### Hlava státu v absolutní monarchii
V absolutní monarchii disponuje nárokem na neomezenou státní moc. Absolutní monarcha je „legibus absolutus“ (latinsky „zákonu nadřazen“), což znamená, že nepodléhá zákonům, které sám vydává. V současné době je příkladem takové formy vlády Vatikán, kde formální hlavou státu je papež jako absolutní monarcha, což lze chápat jako dědictví papežských států a evropský i světový unikát. Kromě toho je také zástupcem Svatého stolce, tedy hlavou římskokatolické církve.
Zřejmě nejproslulejším příkladem nároku na absolutní vládu monarchy je Král Slunce Ludvík XIV., jehož chápání sebe sama podle výroku „L'état, c'est moi“ (česky „Stát jsem já“) můžeme chápat přímo jako prototyp tohoto uspořádání. Navzdory potížím s určením rozsahu představy můžeme dnes mezi absolutní monarchie zařadit tyto země (2009): Brunej, Katar, Omán, Saúdská Arábie, Svazijsko a Vatikán. Jelikož ve většině absolutních monarchií probíhá proces demokratizace, "ryze" absolutními monarchiemi dnes jsou již jen Brunej, Vatikán a Saúdská Arábie, přesto však je moc panovníka ve všech absolutních monarchiích značná.

## Hlava státu v diktatuře
Hlavou státu v nedemokratických režimech bývá většinou prezident, ale některé státy používají jiné označení (Libye – vůdce revoluce, Kuba – předseda státní rady, předseda vlády). Často je prezidentem sám diktátor. Často si svévolně (nebo formou referenda) prodlužuje svoje volební období nebo sám sebe jmenuje doživotním prezidentem. Prezidentské volby se buď nekonají vůbec, nebo diktátor je v nich jediným kandidátem. Prezident v rukách drží veškerou moc.
Někdy je prezidentem jen nesamostatná figurka, která je plně v moci diktátora nebo vládnoucí strany. V tomto případě jsou jeho pravomoci prakticky nulové a hlava státu je tak symbolická a nemá ani pravomoce, které mají prezidenti nebo monarchové v parlamentním systému.

## Hlava státu v teokracii a teokratických monarchiích
Mezi současné známé absolutní teokratické formy vlády můžeme řadit papežství ve Vatikánu, tato funkce je však odlišná od funkce hlavy samotné katolické církve ačkoli jsou sdíleny jednou osobou a to papežem. Papež je obvykle vybírán ze svého středu kardinály na konkláve. Dříve mezi tento typ vlády patřilo i zřízení ve starém Tibetu, kde vládl jako absolutní monarcha dalajláma. Ten je převtělením a emanací nebeského buddhy soucitu Avalokitešváry. Vždy po úmrtí starého dalajlámy skupina mnichů hledá nového (novou reinkarnaci) podle mnoha znamení, zčásti těch, která jim starý dalajláma přenechá. K tomuto typu vlády snad můžeme řadit i vládu ve starém Egyptě, kde vládl faraon, jednalo se však spíše o dědičnou monarchii nábožensky legitimizovanou. Faraon byl považován za ztělesnění Boha Ra na zemi, nebyl však vybírán žádným náboženským způsobem, funkce byla dědičná. Teokratický způsob vlády je rozšířen i v muslimském světě, dnes zpravidla však přímo v pojetí práva, ne už tolik v pojetí samotné hlavy státu. Mezi teokratické formy vlády lze řadit chalífát, jehož hlavou je chalífa, nástupce proroka Mohameda. Tato funkce byla předmětem dynastických sporů a bylo o ni usilováno jako o titul vládce všech arabských zemí. Roku 2014 se za chalífu prohlásil Abú Bakr al-Bagdádí, vůdce Islámského státu v Iráku a Levantě, a vyhlásil chalífát Islámský stát. Za teokratický se dá chápat i titul emír, rovněž titul pro potomky Mohameda, který je však rovný titulu knížete v emirátu.